# Tri-Cities (Illinois)
Pour les articles homonymes, voir Tri-Cities.
La région de Tri-Cities est une région vernaculaire située entre les villes d'Aurora et Elgin, dans l'État de l'Illinois, et qui englobe les villes de Batavia, Geneva et St-Charles.
Une « région vernaculaire » est une zone distincte où les habitants se considèrent collectivement reliés entre eux par une histoire commune, des intérêts communs et une identité commune. De telles régions sont des « inventions intellectuelles » et une abréviation pour identifier les choses, les gens et les lieux. Les régions vernaculaires reflètent un sentiment d'appartenance, mais coïncident rarement avec les frontières juridictionnelles établies.
La zone-nom de Tri-City qui apparaît parfois comme « Tri-Cities » , est principalement située dans le comté de Kane, bien que Batavia et St-Charles comprennent des territoires dans le comté de DuPage. Elles sont souvent regroupées en raison de leur histoire commune, la proximité de la rivière Fox, leur situation socio–économique relative, et la taille des populations similaire. Ces trois communautés sont parmi les plus anciennes du comté de Kane, mais aussi de l'état, toutes ayant été incorporées longtemps avant Chicago. 

## Histoire
Le nom, Tri-City est né en 1910 avec la publication du premier annuaire Tri-City : Batavia, Genève, Saint-Charles, par le Evans Directory Service d’Elgin. Il y eut dix éditions de l' Annuaire des Tri-City publiées de 1910 à 1943. Au cours de cette même période, les annuaires téléphoniques locaux servirent aussi les trois villes.
Il existe d'autres histoires pour l’origine du nom. En 2011, le maire de Batavia, Jeffery D. Schielke, a émis l'hypothèse que le surnom de Tri-City est né au début du XXe siècle, de la déviation de la voie ferrée entre Aurora et Elgin aux trois villes, que les conducteurs surnommaient les Tri-Cities. 
L'ancien maire de Saint-Charles, Norris, a lui émis l'hypothèse que le surnom a gagné en popularité au cours des années 1940 et 1950, lorsque la zone a connu un boom relatif de la population et que les limites des villes ont commencé à se rapprocher de plus en plus. De nos jours, la région de Tri-City est reliée par des couloirs commerciaux et industriels sur Kirk et Randall Roads, des décisions politiques communes, des organisations de la région, et la rivière Fox.

### Lieux historiques
- Le Fabyan Windmill situé entre Geneva et Batavia
- Le Fabyan Villa à Geneva
- Le Théâtre Arcada à Saint Charles (Illinois)
- L'historique Hôtel Baker dans le centre de Saint-Charles.
- Le Depot Museum Batavia dans le centre de Batavia.
- L' Institut Batavia à Batavia, un ancien sanatorium où Mary Todd Lincoln a séjourné.

## Points d'intérêt
- Fermi National Accelerator Laboratory à Batavia
- L'Illinois Prairie Path et les bords de la rivière Fox
- Les centres-villes historiques de Batavia, Geneva et Saint-Charles

## Démographie
Les données démographiques suivantes représentent une moyenne des trois villes.
En 2008, il y avait environ 31 477 unités de logement dans la région de Tri-City. La composition raciale de la région était en moyenne à 91,83 % blanche, 1,80 % Noire ou Afro-américaine, 0,17 % amérindienne , 2,40 % asiatique, et 1,3 9% de deux origines ou plus. En moyenne, les hispaniques ou latinos de différentes origines représentaient 7,30 % de la population. 
Il y avait 30 666 ménages dans la zone. La taille moyenne des ménages était de 2,66.
En ville, la population était répartie ainsi: 26,47 % de moins de 18 ans, et 11,63 % de 65 ans ou plus. La population des Tri-Cities est répartie assez équitablement entre hommes et femmes, avec une population féminine de 50,7 %. 
La moyenne du revenu par habitant pour la région était de 42 575 $. Environ 5,1 % de la population vivait en dessous du seuil de pauvreté.  
Selon l'estimation du Bureau américain du recensement, en 2008, le revenu médian moyen pour un ménage dans la région était 87 861 $, le revenu médian moyen pour une famille était 107 108 $ et la valeur médiane de la maison était 290 567 $.

## Routes principales
- Illinois Route 64
- Illinois Route 38
- Illinois Route 25
- Illinois Route 31
- Randall Route
- Kirk Road/Route Dunham

## Éducation

### Universités
Il n'y a pas d'institution de quatre ans située dans aucune des Tri-Cities. Batavia avait émis une offre pour recevoir l'Illinois State University, mais Normal lui a finalement été préférée. L' Université de l'Illinois dispose d'un bureau satellite à Saint-Charles. 
À proximité, les universités suivantes :
- Aurora University à Aurora
- Judson Université de Elgin
- Wheaton College à Wheaton
- Northern Illinois University à DeKalb

### Collèges communautaires
Batavia et Geneva sont toutes les deux desservies par Waubonsee Community College. St-Charles est desservie par Elgin Community College. 

### Lycées
- Batavia High School
- Geneva Community High School
- St. Charles North High School
- St. Charles East High School
- West Aurora High School - dessert le côté extrême sud - ouest de Batavia
- Harbridge College Prep

## Communautés voisines
- Aurora, Illinois
- Elgin, Illinois
- West Chicago, Illinois
- Wayne, Illinois
- Warrenville, Illinois
- Bartlett, Illinois
- North Aurora, Illinois
- South Elgin, Illinois
- Campton Hills, Illinois
- Kaneland (Sugar Grove, Elburn, Kaneville, LaFox, Lily Lake, Maple Park)

## Transports
- Le transport en bus est assuré par la compagnie Pace
- Les gares Metra les plus proches sont situées à Genèva, Aurora et Elgin.